# Léontia Porphyrogénète
Léontia Porphyrogénète est la fille de l'empereur byzantin Léon Ier et de Vérine. Elle est porphyrogénète (« née dans la pourpre »), car née lors de la première année de règne de son père, en 457. Son mariage, tout comme celui de sa sœur Aelia Ariadnè, est avant tout une affaire politique gérée par son père.

## Biographie

### Mariage avec Patricius
En 470, le patrice Aspar organise le mariage de son propre fils Patrice, arien, avec la fille de Léon Ier. Patrice reçoit alors le titre de césar, ce qui fait de lui l'héritier désigné de Léon Ier. À l'annonce de cette union, le peuple de Constantinople et le clergé provoquent des émeutes dans l'hippodrome de la ville. Ils refusent que le futur nouvel empereur ne soit pas orthodoxe. Patricius se convertit donc avant de se marier avec Léontia. Mais un an plus tard, le jeu des alliances à la cour fait changer Léon Ier de camp. Il fait mettre à mort Aspar ainsi que ses fils. Patrice survit à ses blessures mais il doit cependant renoncer à son titre de césar et à son mariage avec Léontia.

### Un second mariage qui lie les deux parties de l'empire
Elle est alors mariée à Marcien, le fils de l'empereur d'Occident Anthémius. Par ce mariage, les deux parties de l’ancien empire romain sont de nouveau réunies. Cependant, à la mort d'Anthémius en 472, son successeur est Olybrius à l'ouest tandis qu'à l'est, Léon meurt en 474 et Zénon, le beau-frère de Léontia, accède au trône.  

### La révolte porphyrogénète
Ne trouvant aucun trône pour les recevoir, Marcien et Léontia participent en 479 à une révolte contre Zénon, organisée avec Procope et Romulus, frères de Marcien. Cette révolte est basée sur le droit de succession de Léontia au détriment de sa sœur Ariane car elle est porphyrogénète c'est-à-dire née alors que son père était empereur. La révolte porte d'ailleurs ce nom. 
Marcien débute la révolte à Constantinople où il défait les troupes de Zénon avec l'aide de la foule et finit par l'assiéger dans son palais. Le général byzantin Illus hésite à prendre parti mais Pamprépios le convainc de prendre parti pour Zénon. Illus corrompt les troupes de Marcien et celui-ci ainsi que ses frères Procope et Romulus sont pris avant de s'échapper. Marcien et Léontia sont envoyés soit à Tarse en Cilicie où Marcien devient prêtre dans une église, soit à Papirius en Isaurie dont la forteresse est une prison.

## Sources et références
- André Chastagnol, La fin du monde antique, Paris, Nouvelles Éditions Latines, 1976.

- (en) Cet article est partiellement ou en totalité issu de l’article de Wikipédia en anglais intitulé « Leontia Porphyrogenita » (voir la liste des auteurs).

- (en) Cet article est partiellement ou en totalité issu de l’article de Wikipédia en anglais intitulé « Illus » (voir la liste des auteurs).